# 켄넬코프

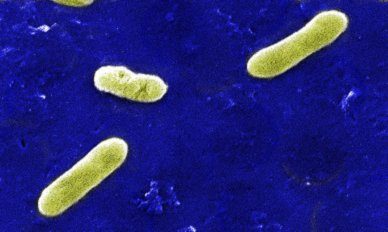

개 감염성 기관지염 또는 개 감염성 호흡기 질환으로도 알려진 켄넬코프(Kennel cough 또는 켄넬 기침)은 개에 영향을 미치는 상부 호흡기 감염병의 전반적인 용어로 언급될수있다. 여러 원인 물질이 있으며, 가장 흔한 세균은 보르데텔라 브론치셉티카(Bordetella bronchiseptica)로 특히 남부 독일의 경우 78.7%에서 발견된다고 알려져있다. 그 다음으로는 개 파라인플루엔자 바이러스(canine parainfluenza virus ,사례의 37.7%), 개 코로나바이러스(사례의 9.8%)이다. 이들은 전염성이 높지만, 성견은 지속적인 노출에도 재감염에 대한 면역성을 나타낼 수 있다. 켄넬기침(켄넬코프,Kennel cough)이라는 병명은 사육장이나 동물 보호소와 같은 집단적으로 모여있는 개들의 장소를 뜻하는 켄넬(kennel)안에서 감염이 보다 빠르게 퍼졌던 연유에서 또는 퍼질 수 있기 때문에 그렇게 명명되었다.
개 기침의 바이러스 및 박테리아 원인은 재채기와 기침으로 생성되는 공기 중 비말을 통해 퍼진다. 이 물질은 또한 오염된 표면과의 접촉을 통해 퍼질수있다. 증상은 노출 후 며칠 동안의 잠복기 후에 시작되며 대부분의 경우 저절로 사라진다.그러나 어린 강아지(puppy)나 면역이 저하된 동물의 경우 혼합 또는 이차 감염이 폐렴과 같은 하기도 감염으로 진행될 수 있다.

## 같이 보기
- 개 인플루엔자
- 보르데텔라 펄투시스